# Zonisamide
Zonisamide là một loại thuốc dùng để điều trị các triệu chứng động kinh và bệnh Parkinson. Về mặt hóa học, nó là một sulfonamid. Nó có tác dụng như một thuốc chống co giật được sử dụng chủ yếu như một liệu pháp bổ trợ ở người lớn mắc bệnh Parkinson, co giật khởi phát một phần; co thắt ở trẻ sơ sinh, các loại động kinh hỗn hợp trong hội chứng Lennox, Gastaut, co giật toàn thể. Mặc dù vậy, đôi khi nó cũng được sử dụng như một liệu pháp đơn trị cho các cơn động kinh khởi phát một phần.

## Sử dụng trong y tế

### Động kinh
Zonisamide được chấp thuận tại Hoa Kỳ, và Vương quốc Anh  trong điều trị bổ sung các cơn động kinh một phần ở người lớn và Nhật Bản cho cả điều trị bổ trợ và đơn trị liệu cho các cơn động kinh một phần (đơn giản, phức tạp, tổng quát thứ hai), toàn thể (grand mal), và cơn vắng ý thức không điển hình) và co giật kết hợp. Ở Úc, nó được bán trên thị trường như là một liệu pháp bổ trợ và đơn trị liệu cho các cơn động kinh một phần.

### Bệnh Parkinson
Thuốc đã được phê duyệt để điều trị các triệu chứng vận động của bệnh Parkinson, như là một thuốc bổ sung cho levodopa, ở một số quốc gia như Nhật Bản. Tại Nhật Bản, zonisamide đã được sử dụng như một chất bổ trợ cho điều trị levodopa từ năm 2009 . Gần đây, Murata và cộng sự đã công bố một nghiên cứu kiểm soát giả dược mù đôi ngẫu nhiên, đóng vai trò là bằng chứng loại 1 của zonisamide và vai trò của nó trong điều trị các triệu chứng Dementia của Parkyonia với Lewy Bodies . Nghiên cứu cho thấy Zonisamide không làm xấu đi chức năng nhận thức, các triệu chứng hành vi và tâm lý của chứng mất trí hoặc gánh nặng của người chăm sóc. Tỷ lệ chung của các tác dụng phụ cao hơn ở zonisamide 50 mg so với nhóm 25 mg và giả dược (lần lượt là 65,3%, 43,1% và 50,0%).

### Rối loạn vận động muộn
Trong một thử nghiệm, zonisamide làm giảm các triệu chứng rối loạn vận động muộn.

### Béo phì
Thuốc cũng đã được nghiên cứu cho bệnh béo phì  với tác dụng tích cực đáng kể trong việc giảm cân và có ba thử nghiệm lâm sàng liên tục cho chỉ định này. Khi kết hợp với bupropion, thuốc được bán với biệt dược Empatic, cho đến khi ngừng phát triển.

### Đau nửa đầu
Zonisamide đã được nghiên cứu và sử dụng như một loại thuốc phòng ngừa đau nửa đầu, khi topiramate không hiệu quả hoặc không thể tiếp tục do tác dụng phụ.

### Trầm cảm lưỡng cực
Nó cũng đã được sử dụng ngoài nhãn hiệu bởi các bác sĩ tâm thần như một chất ổn định tâm trạng để điều trị trầm cảm lưỡng cực.

## Tác dụng phụ
Tác dụng phụ theo tỷ lệ mắc: 
Các tác dụng phụ rất phổ biến (> 10%) bao gồm:
- Chán ăn
- Buồn ngủ
- Chóng mặt
- Kích động
- Cáu gắt
- Lú lẫn
- Phiền muộn
- Nhìn xa
- Suy giảm trí nhớ
- Giảm bicarbonate

 Các tác dụng phụ thường gặp (tỷ lệ 1-10%) bao gồm:
- Chàm
- Quá mẫn
- Ảnh hưởng đến khả năng
- Sự lo ngại
- Mất ngủ
- Rối loạn tâm thần
- Bradyphrenia
- Làm phiền sự chú ý
- Nystagmus
- Gây tê
- Rối loạn ngôn ngữ
- Rung động
- Đau bụng
- Táo bón
- Bệnh tiêu chảy
- Chứng khó tiêu
- Buồn nôn
- Phát ban
- Ngứa
- Rụng tóc
- Sỏi thận
- Mệt mỏi
- Bệnh giống cúm
- Pyrexia
- Phù ngoại biên
- Giảm cân

 Zonisamide và các chất ức chế anhydrase carbonic khác như topiramate, furosemide và hydrochlorothiazide đã được biết là can thiệp vào amobarbital, dẫn đến gây mê không đủ trong quá trình thử nghiệm Wada. Zonisamide cũng có thể tương tác với các chất ức chế anhydrase carbonic khác để tăng khả năng nhiễm toan chuyển hóa.
Ngoài ra, sự chuyển hóa của zonisamide bị ức chế bởi ketoconazole, ciclosporin, miconazole, fluconazole và carbamazepine (theo thứ tự giảm dần) do tác dụng của chúng đối với enzyme CYP3A4.
Zonisamide không được biết là có tác dụng ức chế enzyme cytochrom P450 khi có mặt ở nồng độ trị liệu.

## Cơ chế hoạt động
Zonisamide là một loại thuốc chống động kinh được phân loại hóa học là một sulfonamid và không liên quan đến các thuốc chống động kinh khác. Cơ chế chính xác mà zonisamide phát huy tác dụng chống động kinh vẫn chưa được biết, mặc dù người ta tin rằng thuốc ngăn chặn các kênh calci natri và T, dẫn đến ức chế quá trình đồng bộ tế bào thần kinh (nghĩa là hoạt động ở dạng động kinh). Nó cũng được biết đến là một chất ức chế anhydrase carbonic yếu (tương tự như acetazolamide chống co giật) và điều chỉnh dẫn truyền thần kinh GABAergic và glutamatergic.

## Dược động học

### Hấp thu
Tốc độ hấp thu khá biến đổi, nhưng tương đối nhanh với thời gian đạt nồng độ cao nhất là 2,8-3,9 giờ. Sinh khả dụng gần 100% và thực phẩm không ảnh hưởng đến sinh khả dụng của zonisamide nhưng có thể ảnh hưởng đến tốc độ hấp thu.

### Chuyển hóa
Zonisamide được chuyển hóa chủ yếu bởi isoenzyme CYP3A4, nhưng CYP3A7 và CYP3A5, thành 2- (sulphamoylacetyl)-phenol thông qua sự phân cắt của vòng 1,2- benzisoxazole.

## Lịch sử
Zonisamide được Uno và các đồng nghiệp phát hiện vào năm 1972  và được ra mắt bởi Dainippon Sumitomo Pharma (trước đây là Dược phẩm Dainippon) vào năm 1989 với tên Excegran tại Nhật Bản. Nó được bán trên thị trường bởi Elan tại Hoa Kỳ bắt đầu vào năm 2000 dưới tên Zonegran, trước khi Elan sự quan tâm zonisamide của họ cho Eisai Co., Ltd. vào năm 2004. Eisai cũng tiếp thị Zonegran ở châu Á (Trung Quốc, Đài Loan, và 14 nước khác)  và Châu Âu (bắt đầu ở Đức và Vương quốc và Liên hiệp Anh).